# Kanion Tary

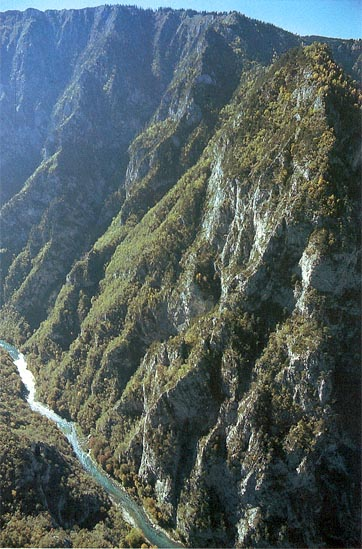
Kanion Tary

Kanion Tary (czarnog. Kanjon Tare / Кањон Таре) – najgłębszy w Europie kanion, położony na terenie Bośni i Hercegowiny oraz Czarnogóry; stanowi część Parku Narodowego Durmitor.

## Geografia
Kanion rozciąga się od Bistricy w gminie Mojkovac w Czarnogórze do Humu w Bośni i Hercegowinie przez ponad 82 km. Ostatnie 36 km tworzy granicę między tymi państwami. Kanion ma do 1300 m głębokości i jest najgłębszym w Europie oraz jednym z najgłębszych kanionów na świecie.
Na terytorium Czarnogóry kanion jest pod ochroną w ramach Parku Narodowego Durmitor, który został wpisany na listę światowego dziedzictwa UNESCO. W kanionie występują skalne i kamieniste progi, piaszczyste plaże, wysokie klify i ponad 80 dużych jaskiń.

## Rzeka Tara
Tara po połączeniu z Pivą w pobliżu Humu tworzy Drinę i do tego miejsca ma długość prawie 150 km. Przeciętny spadek koryta rzeki w parku wynosi 3,6 m/km, co skutkuje dużą skalą trudności dla kajakarzy.
Rzekę zasilają okoliczne źródła i kilka krótkich dopływów. Najważniejsze lewostronne dopływy to Ljutica i Sušica, a prawostronne to Vaskovaćka Rijeka i Draga. Największym wywierzyskiem jest, znajdujące się na lewym brzegu rzeki, Bajlovića Sige, o wydajności do kilkuset litrów na sekundę. Woda wypływająca z jaskini Bučevica spada do Tary z wysokości ponad 30 m, na szerokości ponad 150 m. Hałas powstający na progach jest słyszalny na krawędziach kanionu. Spośród ponad 40 progów najbardziej znane są Đavolje Lazi, Sokolovina, Bijeli Kamen, Gornji Tepački Buk i Donji Tepački Buk.
Ze względu na jakość wody i unikalny ekosystem, Tara stała się częścią projektu „Čovjek i biosfera” (Człowiek i biosfera) i weszła w skład światowych, ekologicznych rezerwatów biosfery, chronionych międzynarodowymi konwencjami. Tara wraz z Driną jest głównym siedliskiem i tarliskiem głowacicy w Europie.

## Sporty wodne
Kanion jest częścią szlaku raftingowego Tary. Jednodniowa trasa, o długości 18 km, zaczyna się Brstovnicy a kończy w Sćepan Polju. Tę część kanionu cechuje największy spadek. Znajduje się na niej 21 z 50 bystrzy w tej części rzeki, z których najbardziej znane to Brstanovići, Pećine, Celije i Vjernovički. Dłuższa trasa ma 100 km. Zaczyna się przy wodospadzie Ljutica i przechodzi pod mostem Đurđevića o wysokości ok. 170 m, następnie mija rzymską drogę i wieś Lever Tara. Kolejne bystrza, znajdujące się w najgłębszej części kanionu, noszą nazwy Funjički Bukovi, Bijele Ploče i Nisovo Vrelo. Trasa przebiega u podnóża, wysokiej na 1650 m n.p.m., góry Curevac.
W 2005 r., w Bośni i Hercegowinie rozegrano Mistrzostwa Europy, a w 2009 r. Mistrzostwa Świata w Raftingu na Tarze i Vrbasie.

## Galeria

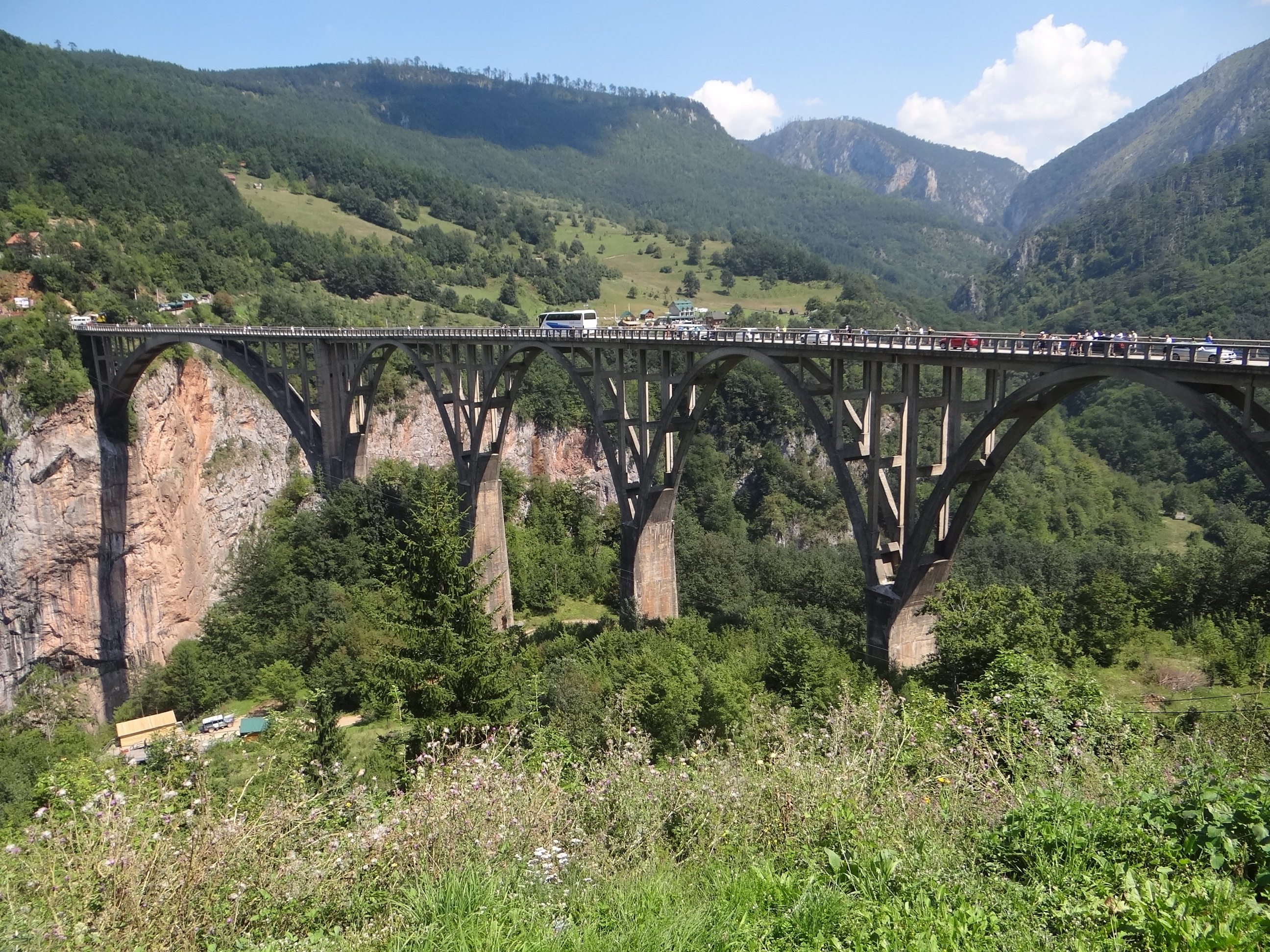
Most Đurđevića
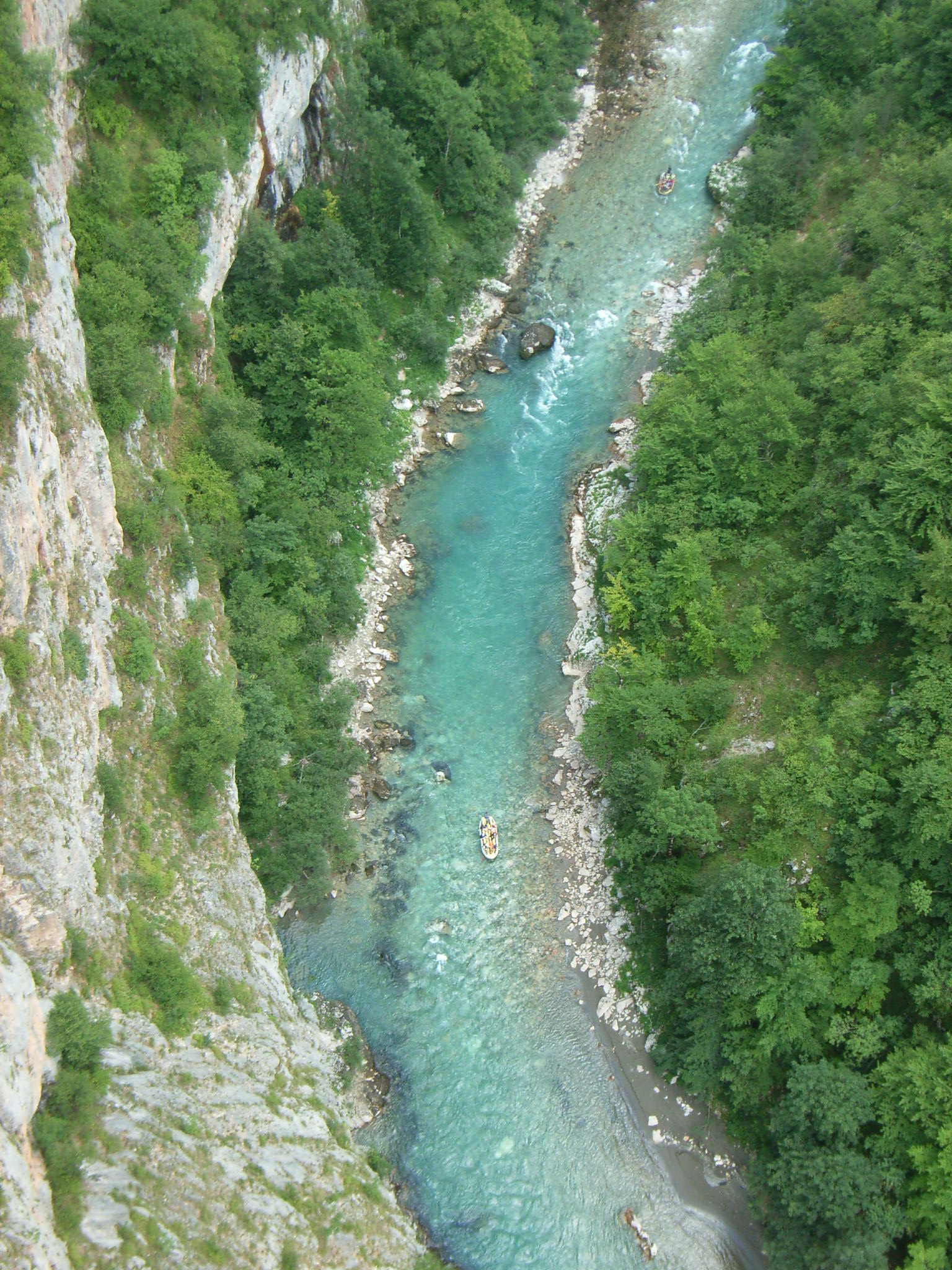
Kanion Tary
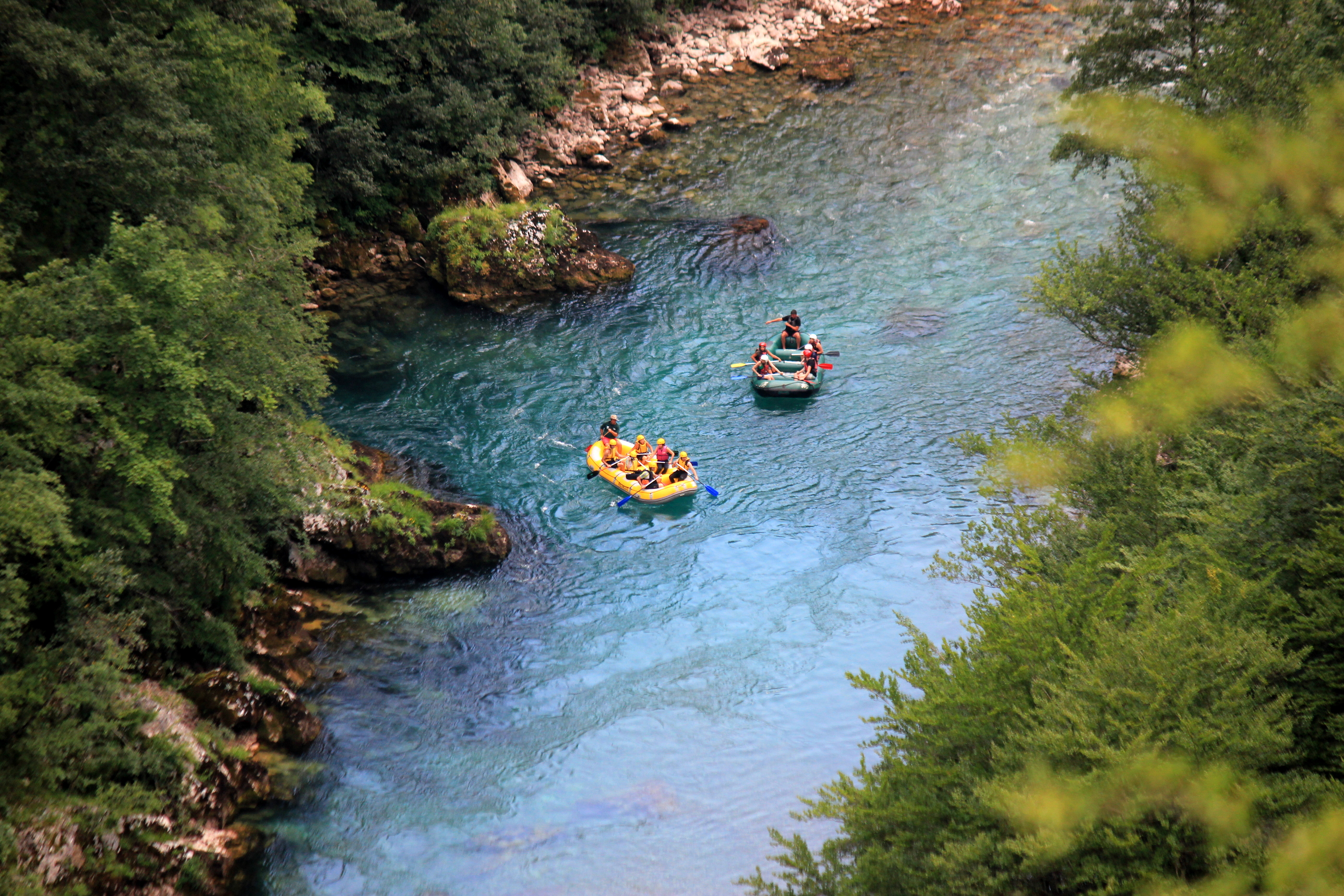
Rafting na Tarze
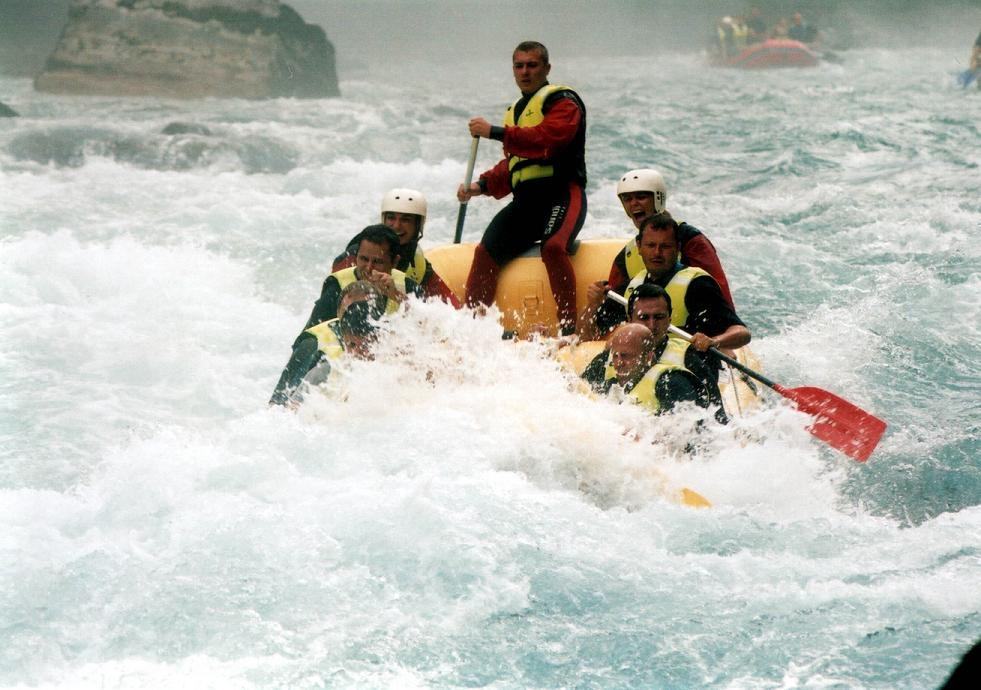
Rafting